# Honduras en los Juegos Olímpicos de Seúl 1988
Honduras estuvo representado en los Juegos Olímpicos de Seúl 1988 por ocho deportistas, siete hombres y una mujer, que compitieron en tres deportes.
El portador de la bandera en la ceremonia de apertura fue el atleta Santiago Fonseca. El equipo olímpico hondureño no obtuvo ninguna medalla en estos Juegos.